# Beth Gibbons

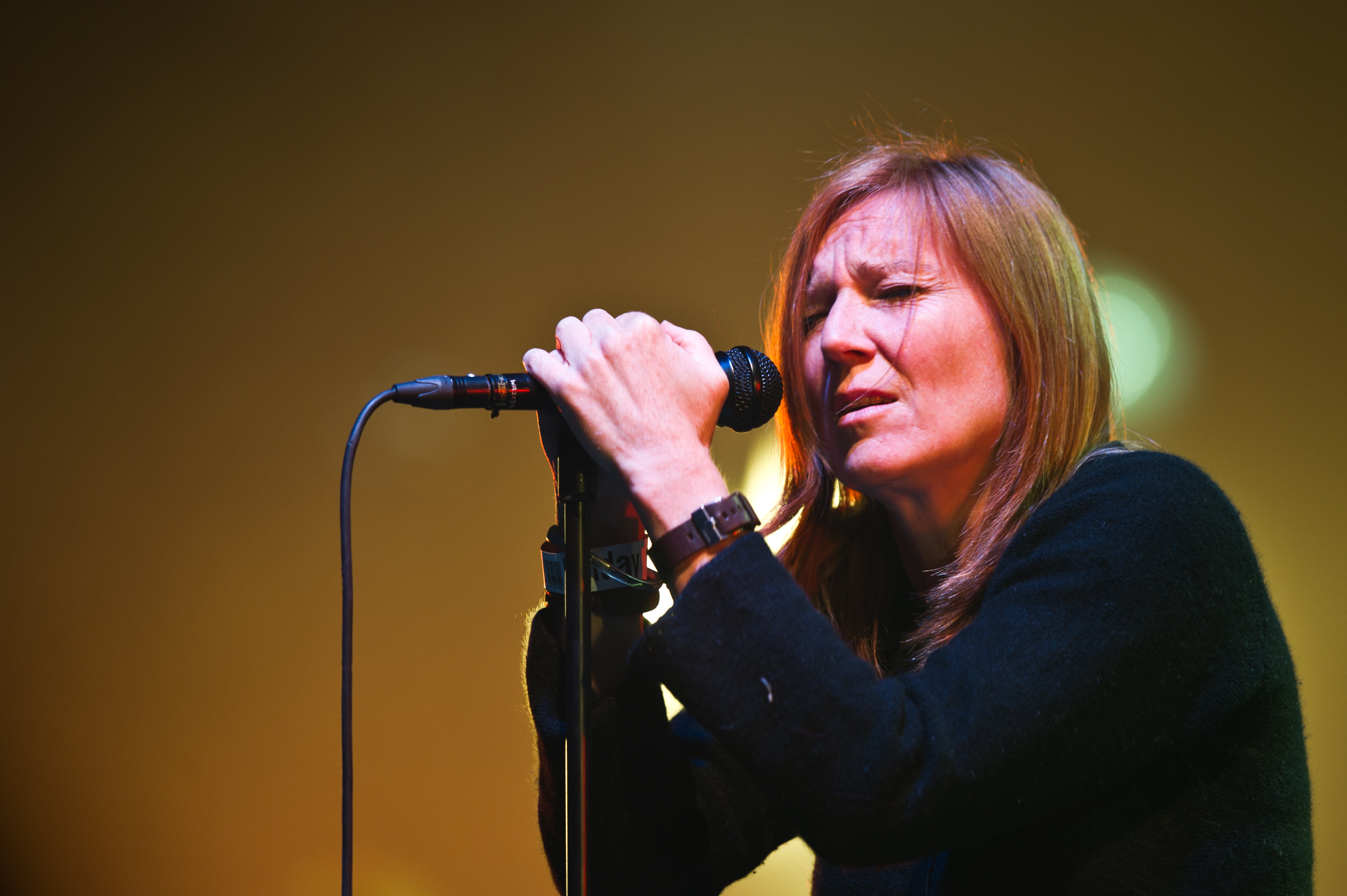
Beth Gibbons la Roskilde Festival 2011

Beth Gibbons (n. 4 ianuarie 1965, Exeter, Anglia, Regatul Unit) este o cântăreață și  textieră engleză cel mai cunoscută ca și vocalista trupei engleze Portishead.

## Discografie
- Out of Season (28 octombrie 2002 - cu Rustin Man)
- Acoustic Sunlight (2003 - cu Rustin Man)
- Henryk Górecki: Symphony No. 3 (Symphony of Sorrowful Songs) (2019)
- Lives Outgrown (2024)